# Arkadien (Mythos)

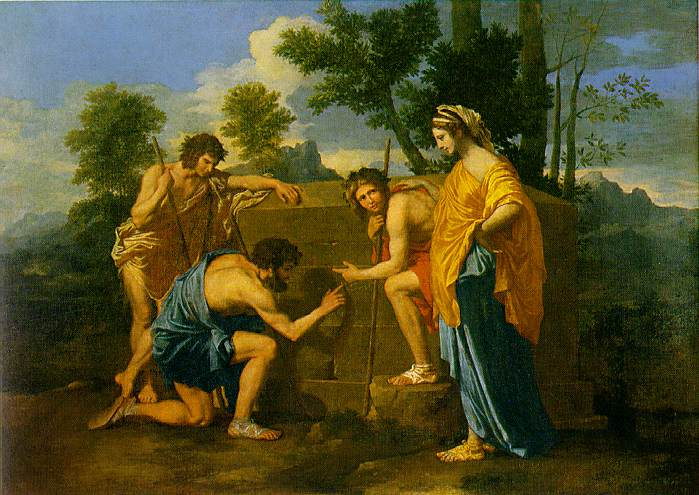
Poussin, Et in Arcadia ego

Arkadien (Griechisch: Αρκαδία) bezieht sich auf die Vorstellung einer Hirtenidylle und eines Lebens in Harmonie mit der Natur. Der Begriff stammt von der griechischen Provinz Arkadien; das hügelige Gelände und die spärliche Hirtenbevölkerung ließ die Region später zu einem poetischen Begriff für die idyllische Vision von unberührter Natur werden. Arkadien ist der poetisch geschaffene Raum, der sich auf die volle Pracht der Natur und ihre Harmonie bezieht und gleichzeitig die Vergänglichkeit der Kultur anspricht. Der Garten ist oft von Hirten bewohnt. Im Gegensatz zur Utopie wird Arkadien als ein unerreichbarer Ort konstruiert. Es gilt als ein verlorener Garten Eden, im Gegensatz zu den utopischen Fortschrittsidealen.

## Geschichte des Mythos

### In der Antike
Die Arkadier galten im Altertum als raues Hirtenvolk. Gewisse Charakterzüge Arkadiens lassen sich durch seine isolierte geographische Lage erklären. Seine Einwohner sehen sich als das älteste griechische Volk überhaupt an. Schon in der Zeit des Hellenismus wurde Arkadien verklärt zum Ort des Goldenen Zeitalters, wo die Menschen unbelastet von mühsamer Arbeit und gesellschaftlichem Anpassungsdruck in einer idyllischen Natur als zufriedene und glückliche Hirten lebten. Entsprechend etablierte es sich als Topos der antiken bukolischen Literatur, beispielsweise der Hirtengedichte Vergils. In der antiken lateinischen Literatur wird der ursprünglich in Griechenland befindliche Ort oft nach Sizilien verlegt.
Für die Wiederbelebung der Gattung in der europäischen Renaissance wurde um 1480 der Schäferroman Arcadia von Jacopo Sannazaro maßgeblich. Im Barock und im 16. bis 18. Jahrhundert entstanden zahllose Texte und Gemälde mit Motiven im mythischen Arkadien.

### Rezeption des Arkadischen Traums in der Frühen Neuzeit

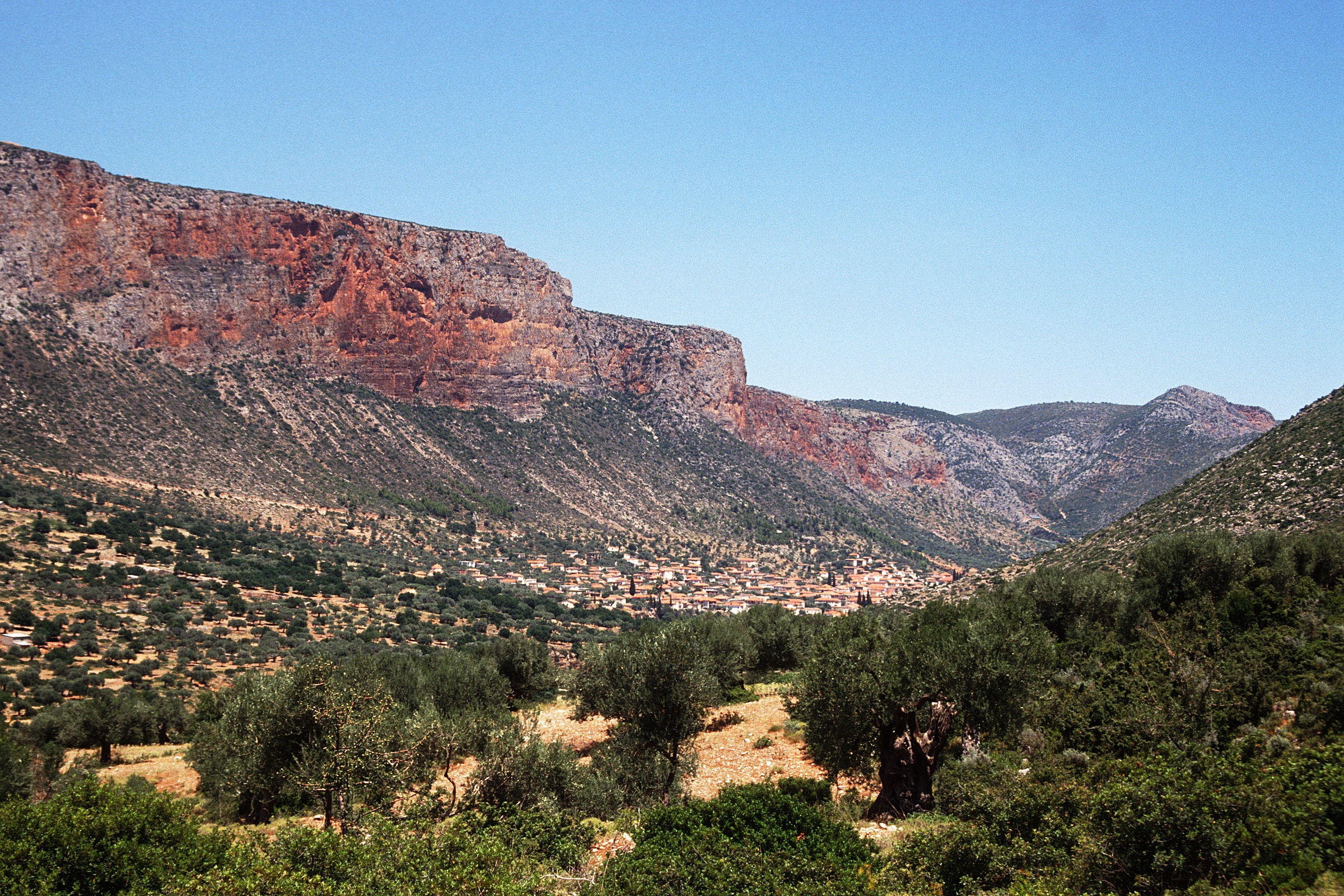
Landschaft bei Leonidi.

Aus dem Mythos Arkadien wurde in der Frühen Neuzeit die Vorstellung gewonnen, es sei Leben jenseits gesellschaftlicher Zwänge möglich. Dies waren in ihrem Kern politische Phantasien, die vor allem vom Hochadel geschürt wurden, der unter dem politischen Druck des sich stabilisierenden frühneuzeitlichen Staates unter erheblichen Disziplinierungsdruck geriet. Unter der Oberfläche dieses aristokratischen Eskapismus wurde die Idee einer individuellen Freiheit geboren und gewahrt, die zwar die Freiheit des Großadligen meinte, aber bereits seit dem 17. Jahrhundert in den Niederlanden, dann aber seit dem 18. Jahrhundert auch in Frankreich und Deutschland vom Bürgertum beerbt wurde.
Ein wesentlicher Bestandteil dieses Traums von arkadischer Freiheit war die Schäferideologie, ein vielfältig zusammengesetztes Ideensystem, dessen Kern die Pastoralliteratur war und das sich auch in vielfältigen Motiven der dekorativen Künste seit dem 17. Jahrhundert niederschlug. Gemäß diesen Vorstellungen konnten Adlige vor der unerträglich gewordenen Gesellschaft aufs Land fliehen, um sich dann als Schäfer zu verkleiden und so mit den dort wirkenden „echten“ Hirten in Kontakt zu treten. Thema der Handlungen dieser Literatur-Schäfer oder Bücher-Hirten ist vor allem die Liebe. Gelegentlich wird aber die Schäferidylle massiv von der Realität eines gewalttätigen Lebens (so in der Galatea von Miguel de Cervantes) oder der Ritterwelt und ihrer Kriegshandlungen (so in der Astrée von Honoré d’Urfé) heimgesucht, was bei allem Symbolismus der Pastorale einen deutlichen Zug zum Realismus darstellt. Auch der Tod, der in Nicolas Poussins Arkadischen Hirten auf sich selbst mit einer autoreferenziellen Inschrift auf dem Epitaph verweist, spielt auf der symbolischen Ebene des mythologischen Bildes eine der Wirklichkeit analoge Struktur durch: nämlich die zum wirklichen Leben gehörige Präsenz des Todes inmitten eines glücklichen Lebens.
Was zunächst lediglich als Maskenspiel erschien, wurde in der symbolischen Selbstpräsentation von Adligen zum Bildprogramm: Aristokraten ließen sich im Schäferkostüm malen und setzten sich als Hirten in Szene. Dies war die symbolisch überhöhte Form, in der die archaische Vorstellung, wonach der Herrscher auch immer ein Hirte seines Volkes sei, in der Neuzeit als Bestandteil adliger Herrschaftsansprüche und Machtlegitimation überdauerte und aktualisiert wurde.
Zur Rezeption der Idee vom glücklichen Arkadien gehörte auch, das Gebiet, über das ein Adliger seine Territorialherrschaft ausübte, als ein neues Arkadien vorzustellen. Auf diese Weise suchten die Aristokraten wenigstens auf der symbolischen Ebene ihr Einflussgebiet der Macht der königlichen Zentralgewalt zu entziehen.
Solche arkadische Landschaften gab es im Europa der Frühen Neuzeit vor allem als literarisch vermittelte Konstruktionen und Phantasien. So ließ Honoré d’Urfé in seiner Heimat Le Forez (heute im Département Loire) die Handlung seines Schäferromans L’Astrée spielen. Le Forez verwandelt sich auf diese Weise wenigstens im poetischen Bild in eine neuzeitliche arkadische Landschaft. Ähnliche Phänomene konnte man überall in Europa feststellen, insbesondere im Kontext gartenbaulicher Projekte. Ein weiteres Beispiel aus dieser Tradition ist die Bördelandschaft bei Schloss Hundisburg.

### Zitat
„Auch ich war in Arkadien geboren, …
doch Thränen gab der kurze Lenz mir nur.“

## Ausstellungen
- 2019 / 2021 Wo bitte geht's nach Arkadien?"  zweijähriges Arkadien-Festival[3], initiiert und kuratiert vom Konzeptkünstler Peter Kees in Ebersberg bei München, Kunstverein Ebersberg[4]

- 2019 Wo bitte geht’s hier nach Arkadien? Sonderausstellung mit Regine von Chossy, Korrespondenzen zwischen Kunst, Porzellan und Architektur, im Porzellanikon, Selb: 6. April – 8. September 2019

- 2014 Arkadien – Paradies auf Papier. Landschaft und Mythos in Italien,[5] Kupferstichkabinett Berlin, 7. März bis 22. Juni 2014

- Etwa 100 italienische Werke, entstanden zwischen der Mitte des 15. und dem Beginn des 17. Jahrhunderts, der Zeit von Botticelli, Parmigianino, Campagnola und Guercino, zeigen den Reichtum der Vorstellungen vom Sehnsuchtsort Arkadien: Die Natur wird idealisiert und mit mystisch-mythischem Flair umgeben, der auch eine Verbundenheit mit ihr zum Ausdruck bringt.

- Seit 2006 beschäftigt sich der Konzeptkünstler Peter Kees mit Arkadien. Unter anderem auf der Havanna Biennale (2006), an der Berliner Galerie artMbassy (2006), am ACC Weimar (2006), am Museum PAN Palazzo delle Arti in Neapel (2007) und an der Kunsthalle Rostock (2011) stellte er die „Embassy of Arcadia“[6] vor. Seit 2013 annektiert er weltweit einzelne Quadratmeter Land und erklärt sie zu arkadischem Hoheitsgebiet (u. a. in Finnland, der Schweiz, Deutschland, Polen, Österreich und den Niederlanden).[6]